# Gyöngyi Szalay-Horváth
Dans le nom hongrois Szalay-Horváth Gyöngyi, le nom de famille précède le prénom, mais cet article utilise l’ordre habituel en français Gyöngyi Szalay-Horváth, où le prénom précède le nom.
Pour les articles homonymes, voir Horváth.
Gyöngyi Szalay-Horváth, née le 24 mars 1968 à Tapolca et morte le 30 décembre 2017 à Veszprém, est une escrimeuse hongroise. Une des premières compétitrices à l'épée au niveau mondial, elle est montée, aux côtés des Françaises Laura Flessel et Valérie Barlois, sur le premier podium olympique d'épée féminine aux Jeux olympiques d'été de 1996.

## Carrière
Entre 1989 et 1999, Gyöngyi Szalay est une présence constante sur les podiums internationaux, à l'exception des championnats du monde d'escrime 1992 où elle ne fait pas partie de l'équipe de Hongrie championne du monde. Durant cette période, la Hongrie, pionnière de l'épée féminine, domine largement les épreuves par équipes avec sept titres mondiaux. Szalay est de cette équipe à six reprises, perdant en finale en seulement deux occasions : 1990 contre l'Allemagne de l'Ouest et 1994 contre l'Espagne. En individuel, elle décroche aussi des médailles mondiales : l'argent en 1995 et le bronze en 1997 et 1998.
Avec l'apparition de l'épée féminine au programme olympique en 1996, Szalay saisit l'occasion d'inscrire son nom dans l'Histoire olympique. En individuel, ses trois victoires contre Yuliya Garayeva, Oksana Iermakova et Go Jeong-jeon lui permettent de se qualifier en demi-finale, où elle chute contre Laura Flessel (10-15). Passé cette déception, elle se reprend et remporte le match pour la troisième place contre l'Italienne Margherita Zalaffi (15-13) et monte ainsi sur le premier podium olympique d'épée dames. Elle prendra également part aux Jeux olympiques de 2000, mais son parcours s'arrêtera dès son premier assaut, perdu (13-15) contre Jūlija Vansoviča.
Bien qu'elle ait obtenu chacune de ses sept médailles d'or internationales par équipes, ni  elle, ni l'équipe de Hongrie, ne purent concrétiser leur domination mondiale par un titre ou même une médaille olympique. Tant en 1996 qu'en 2000, bien que no 1 mondiale, l'équipe hongroise subit de courtes défaites dans des rencontres très serrées et échoue finalement à la quatrième place. En 1996, elle écarte les États-Unis (45-25) avant de tomber face à l'Italie (32-45) et s'incline d'une touche en petite finale contre la Russie (44-45). En 2000, une facile victoire contre la Norvège (45-32) précède une nouvelle défaite d'une touche contre les Russes (44-45) et une courte défaite contre la Chine pour la médaille de bronze (39-41).
Elle meurt à l'hôpital de Veszprém le 30 décembre 2017, après être tombée subitement malade lors d'un événement gastronomique à Tapolca.

## Palmarès
- Jeux olympiques
  -  Médaille de bronze aux Jeux olympiques de 1996 à Atlanta

- Championnats du monde d'escrime
  -  Médaille d'or par équipes aux championnats du monde d'escrime 1999 à Séoul
  -  Médaille d'or par équipes aux championnats du monde d'escrime 1997 au Cap
  -  Médaille d'or par équipes aux championnats du monde d'escrime 1995 à La Haye
  -  Médaille d'or par équipes aux championnats du monde d'escrime 1993 à Essen
  -  Médaille d'or par équipes aux championnats du monde d'escrime 1991 à Budapest
  -  Médaille d'or par équipes aux championnats du monde d'escrime 1989 à Denver
  -  Médaille d'argent aux championnats du monde d'escrime 1995 à La Haye
  -  Médaille d'argent par équipes aux championnats du monde d'escrime 1994 à Athènes
  -  Médaille d'argent par équipes aux championnats du monde d'escrime 1990 à Lyon
  -  Médaille de bronze aux championnats du monde d'escrime 1998 à La Chaux-de-Fonds
  -  Médaille de bronze aux championnats du monde d'escrime 1997 au Cap

- Championnats d'Europe d'escrime
  -  Médaille d'or par équipes aux championnats d'Europe d'escrime 1991 à Vienne
  -  Médaille de bronze aux championnats d'Europe d'escrime 1991 à Vienne